# THE U.S. BOX
『THE U.S. BOX』（The U.S. Albums）は、ビートルズのCD-BOXである。2014年1月21日発売。

## 概要
ビートルズがキャピトル・レコードからアルバム『ミート・ザ・ビートルズ』を発売し、初の米国ツアーを行ってから50周年を記念したボックス・セット。アメリカ編集盤のCD化は、2004年に発売された『ザ・キャピトル・アルバムス Vol.1』『ザ・キャピトル・アルバムス Vol.2』以来10年ぶりとなる。
本作にはキャピトル・レコードから発売されたアメリカ編集盤12作品とユナイテッド・アーティスツ・レコードから発売された『ア・ハード・デイズ・ナイト』の13作品をコンパイル。一方、イギリス盤と収録内容が同じ『サージェント・ペパーズ・ロンリー・ハーツ・クラブ・バンド』『ザ・ビートルズ (ホワイト・アルバム)』『イエロー・サブマリン』『アビイ・ロード』『レット・イット・ビー』、1987年の初CD化よりイギリス盤公式オリジナル・アルバムと同等の扱いを受けている編集盤『マジカル・ミステリー・ツアー』は収録されていない。
収録された13作品のうち『ア・ハード・デイズ・ナイト』『ビートルズ物語』『イエスタデイ・アンド・トゥデイ』『リボルバー』『ヘイ・ジュード』の5作品は、初CD化となる。また、発売当初に使われたアートワーク（ブッチャー・カバー）が問題視され、差し替えられていた『イエスタデイ・アンド・トゥデイ』については、オリジナルのジャケットが使用されており、ステッカーで差し替えられたアートワーク（トランク・カバー）が付属している。

## ミキシング
アメリカ編集盤のボックス・セットという触れ込みとなっているが、2004年に発売された『ザ・キャピトル・アルバムス Vol.1』『ザ・キャピトル・アルバムス Vol.2』と違い、音源は一部を除いてイギリス盤に収録されているミックスで収録されている。そのため、以下のキャピトル盤に収録のミックスが、本作では未収録となっている。
ザ・ビートルズ・セカンド・アルバム
- ロング・トール・サリー（モノラル）
- アイ・コール・ユア・ネーム（モノラル）

ア・ハード・デイズ・ナイト
- ぼくが泣く（モノラル）
- アンド・アイ・ラヴ・ハー（モノラル）

サムシング・ニュー
- ぼくが泣く（モノラル）
- エニイ・タイム・アット・オール（モノラル）
- 家に帰れば（モノラル）
- アンド・アイ・ラヴ・ハー（モノラル）

ビートルズ'65
- アイル・ビー・バック（モノラル）
- シーズ・ア・ウーマン（モノラル）
- アイ・フィール・ファイン（モノラル）

ラバー・ソウル
- ミッシェル（モノラル）
- 愛のことば（ステレオ）
- 君はいずこへ（ステレオ）

イエスタデイ・アンド・トゥデイ
- アイム・オンリー・スリーピング（モノラル）
- ドクター・ロバート（モノラル）
- アンド・ユア・バード・キャン・シング（モノラル）
- 恋を抱きしめよう（ステレオ）
- デイ・トリッパー（ステレオ）

## 内容
- DISC 1『ミート・ザ・ビートルズ』
- DISC 2『ザ・ビートルズ・セカンド・アルバム』
- DISC 3『ア・ハード・デイズ・ナイト』
- DISC 4『サムシング・ニュー』
- DISC 5『ビートルズ物語』
- DISC 6『ビートルズ'65』
- DISC 7『ジ・アーリー・ビートルズ』
- DISC 8『ビートルズ VI』
- DISC 9『ヘルプ (四人はアイドル)』
- DISC 10『ラバー・ソウル』
- DISC 11『イエスタデイ・アンド・トゥデイ』
- DISC 12『リボルバー』
- DISC 13『ヘイ・ジュード』